# Nochascypha dumontii
Nochascypha dumontii är en svampart som beskrevs av Agerer 1983. Nochascypha dumontii ingår i släktet Nochascypha och familjen Marasmiaceae.   Inga underarter finns listade i Catalogue of Life.